# Pitch Perfect 2
Pitch Perfect 2 ist eine US-amerikanische Filmkomödie aus dem Jahr 2015. Der Film ist die Fortsetzung von Pitch Perfect aus dem Jahr 2012. Die Regie übernahm die bereits aus dem ersten Teil bekannte Schauspielerin Elizabeth Banks.
Der Film lief am 7. Mai 2015 in Australien und Neuseeland an. Der Kinostart in Deutschland und Österreich war am 14. Mai 2015.

## Handlung
Bei einem Auftritt vor dem US-Präsidenten Barack Obama im John F. Kennedy Center for the Performing Arts kommt es zu einem peinlichen Garderobenunfall, in dessen Folge den Barden Bellas weitere A-cappella-Auftritte in den USA untersagt werden. Somit fällt auch ihre Tour ins Wasser, und sie werden durch die deutsche Gruppe Das Sound Machine ersetzt. Um ihren guten Ruf wiederherzustellen, wollen die Bellas bei den Weltmeisterschaften der A-cappella-Ensembles in Kopenhagen antreten. Sie engagieren ein neues Gruppenmitglied, Emily, Tochter einer früheren Bella. Währenddessen macht Beca ein Praktikum bei einem Musikproduzenten und schafft es am Ende durch Hilfe von Emily, die eigene Songs schreibt, vom Musikproduzenten unter Vertrag genommen zu werden. Bei der Weltmeisterschaft gewinnen die Barden Bellas und dürfen nun wieder auftreten. Fat Amy und Bumper gestehen sich ihre Liebe und Benji und Emily kommen ebenfalls zusammen.

## Rezeption
Pitch Perfect 2 erhielt mäßige bis positive Kritiken. Bei Rotten Tomatoes erhält der Film 65 % positive Bewertungen, basierend auf 217 Kritiken. Bei Metacritic erreichte der Film 63 von 100 Punkten, basierend auf 6 Kritiken.
Der Kritiker von Filmstarts.de bezeichnete den Film einerseits als „unterhaltsam“, andererseits aber auch als „minimal originell“. Der Film sei „mehr eine Neuauflage als eine Fortsetzung des Überraschungserfolgs“. Der Film-dienst sah im Film eine „zwar vorhersehbare, dennoch recht unterhaltsame Fortsetzung“, deren „banale Handlung“ durch „schwungvoll interpretierte Musiksequenzen ausgeglichen“ wird. Die Leistungen der „charismatischen Darstellerinnen“ seien „überzeugend“.

## Soundtrack
Der Soundtrack zu Pitch Perfect 2 erschien am 17. Mai 2015 bei Universal Music. Er enthält vorwiegend Coversongs, die von den Filmdarstellern interpretiert werden, aber unter anderem auch den als Single ausgekoppelten Track Flashlight von Jessie J. Mit 107.000 verkauften Einheiten stieg das Album direkt auf Platz 1 in die Billboard 200 ein. In Deutschland platzierte es sich auf Platz 12, in der Schweiz auf Platz 26 und in Österreich auf Platz 11 der nationalen Albumcharts.

## Synchronisation
Der Film wurde bei der RC Production Kunze & Wunder vertont. Tobias Neumann schrieb das Dialogbuch, Nana Spier führte die Dialogregie.
| Rolle                   | Schauspieler            | Synchronsprecher   |
| ----------------------- | ----------------------- | ------------------ |
| Beca Mitchell           | Anna Kendrick           | Anne Helm          |
| Emily Junk              | Hailee Steinfeld        | Angelina Geisler   |
| Fat Amy                 | Rebel Wilson            | Ursula Hugo        |
| Gail Abernathy-McKadden | Elizabeth Banks         | Cathlen Gawlich    |
| Chloe Beale             | Brittany Snow           | Maria Koschny      |
| Stacie Conrad           | Alexis Knapp            | Magdalena Turba    |
| Aubrey Posen            | Anna Camp               | Sonja Spuhl        |
| Lilly Okanakamura       | Hana Mae Lee            | Julia Stoepel      |
| Katherine Junk          | Katey Sagal             | Traudel Haas       |
| Jesse Swanson           | Skylar Astin            | Roman Wolko        |
| Bumper Allen            | Adam DeVine             | Tobias Müller      |
| Jessica                 | Kelley Jakle            | Esra Vural         |
| Benji Applebaum         | Ben Platt               | Tim Knauer         |
| Legacy Bella            | C.J. Perry              |                    |
| Representative          | Brea Grant              | Friederike Walke   |
| Kommissar               | Birgitte Hjort Sørensen | Bianca Krahl       |
| Cynthia Rose            | Ester Dean              | Peggy Sander       |
| John Smith              | John Michael Higgins    | Johannes Berenz    |
| Pieter Krämer           | Flula Borg              | Karlo Hackenberger |
| Ashley                  | Shelley Regner          | Julia Meynen       |
| Tone Hangers            | John Hodgman            |                    |
| Becas Boss              | Keegan-Michael Key      | Dennis Schmidt-Foß |

## Fortsetzung
Pitch Perfect 3 lief am 21. Dezember 2017 in den deutschen Kinos an.

## Auszeichnungen
- 2016: Peoples Choice Awards in der Kategorie Favorite Comedic Movie (Pitch Perfect 2)[11]